# Джеймс Гослинг
Джеймс Гослинг (на английски: James Gosling) е канадски компютърен учен, по-известен като създател и главен дизайнер на програмния език Java.

## Кариера
Гослинг работи в „Сън Майкросистъмс“ между 1984 и 2010 (26 години).
През 2011 г. се присъединява към „Гугъл“.
От 2017 г. работи като инженер в Amazon Web Services.